# ليا كلارك
ليا كلارك (بالبرتغالية: Lia Clark‏) هي مغنية برازيلية، ولدت في 15 فبراير 1992 في سانتوس، ساو باولو في البرازيل.

## وصلات خارجية
- ليا كلارك على موقع ميوزك برينز (الإنجليزية)